# Cité Jeanne-d'Arc
La cité Jeanne-d'Arc, aujourd'hui disparue, était un groupe d'immeubles collectifs situé dans le quartier de la Gare dans le 13e arrondissement de Paris.

## Situation
Ce grand ensemble constitué d'immeubles collectifs et de ruelles avec entrée sous arcade était perpendiculaire à la rue Jeanne-d'Arc, nos 71 à 77, et constitué de trois bâtiments collectifs de six étages. L'arrière de cet ensemble donnait sur les nos 162, 164 et 166 de la rue Nationale.

## Historique
Ce grand ensemble, propriété de l'Assistance publique, est construit entre 1869 et 1872 par monsieur Thuilleux, propriétaire des terrains,, dans un quartier où l'industrialisation est rapide en raison de la proximité de la gare d'Austerlitz, d'entrepôts divers, de la raffinerie Say, des usines automobiles Panhard-Levassor et Delahaye, des chocolats Lombart, etc..
Composé de 860 logements, sans confort, qui abritent plus de 5 000 personnes, dont une grande part de miséreux, chômeurs, ouvriers peu qualifiés, femmes seules et délinquants, cet ensemble devient rapidement un ghetto insalubre.
En 1877, une épidémie de variole est signalée dans la cité. Le docteur Octave Fleury du Mesnil mandé par la Commission des logements insalubres de la ville de Paris conclut que la propagation de cette épidémie est due à l’accumulation d'une forte population sur un espace restreint et préconise des travaux afin d'y remédier.
Envisagé en 1911, un projet de démolition est finalement abandonné puis prévu en 1914, mais il est reporté en raison du début de la Première Guerre mondiale.
En 1924, l'Assistance publique cède à une société privée la cité qui se trouve comprise dans l'îlot insalubre no 4. 
Un peu avant 1931, la démolition est décidée et les locataires sont invités à partir, en contrepartie d'une indemnité. Cependant, au départ des locataires en titre, les logements continuent à être habités par des individus qui prennent — à titre gratuit — possession des logements et s'y installent,.  
Devenue un foyer de révolte, d'insalubrité et de délinquance, la cité Jeanne-d'Arc est en proie à la répression de la police, les 1er mai 1931 et, surtout, 1934 où les habitants dressent deux barricades (avec le soutien du député André Marty), l’une rue Nationale, l’autre rue Jeanne d'Arc qu'ils dépavent, afin de protester contre les expulsions, le délabrement des appartements et leurs conditions sanitaires épouvantables,.
La cité est condamnée à la démolition en 1938 et les travaux sont déjà commencés en 1939. La rue du Docteur-Victor-Hutinel a été ouverte sur son emplacement.

## Description de la cité en 1911
« Énorme construction, unique en son genre, élevée en 1873 par M. Tuileux, et savamment décrite et critiquée il y a vingt ans par mon regretté ami Du Mesnil, s'étendant du no 71 au no 78 de la rue Jeanne-d'Arc, aux nos 64 à 66 de la rue Nationale.

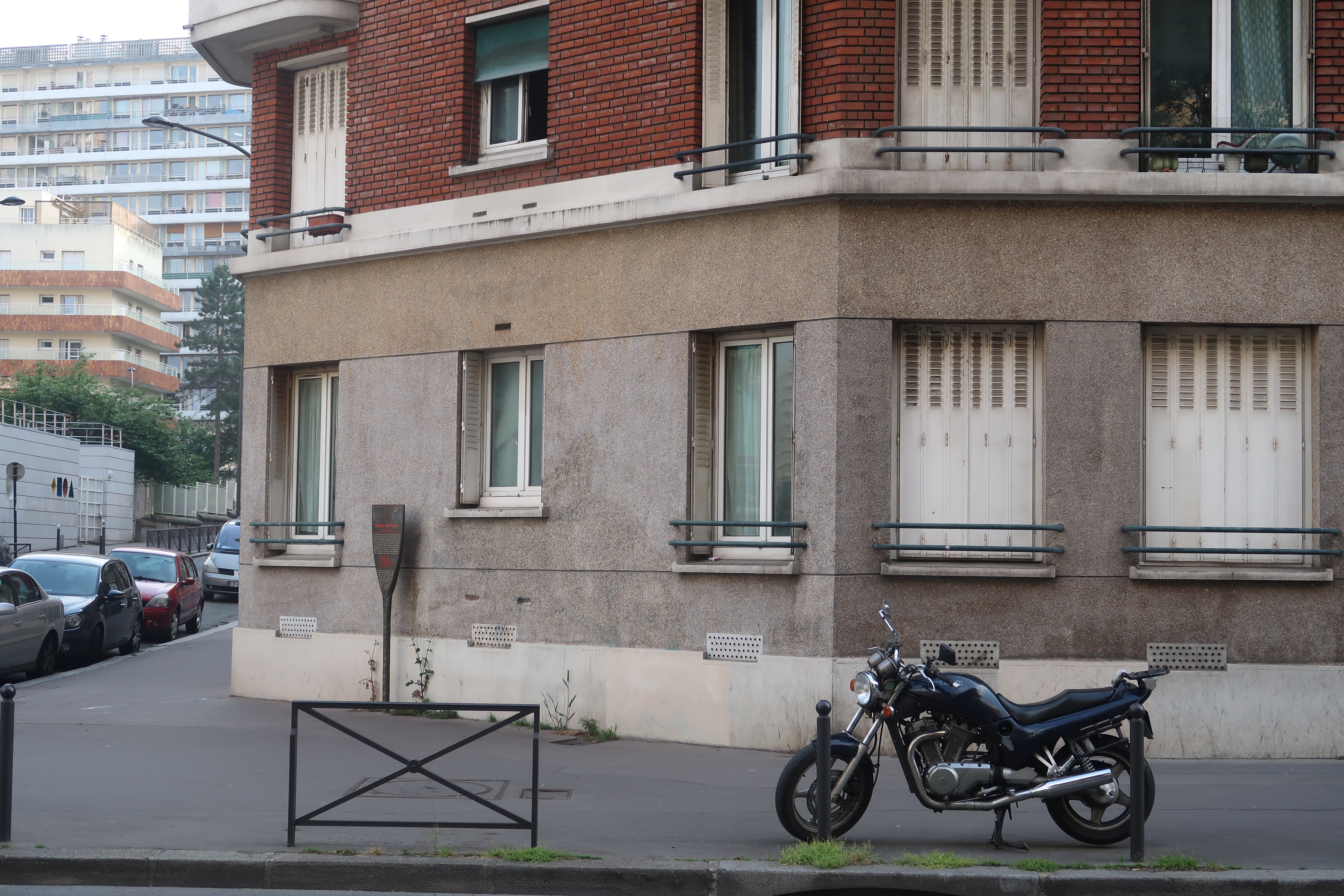
Panneau Histoire de Paris rappelant l'histoire de la cité.

Elle compte environ 2 000 habitants répartis dans 887 logements, dont 540 à une pièce.

M. Tuileux, s'il fut sensible à ces critiques, n'en tint pas compte ; ses héritiers, plus soucieux de leurs intérêts, et s'inspirant des rapports émanant de la commission des logements insalubres et de la commission d'hygiène de l'arrondissement, ont réalisé depuis 1903 de sérieuses améliorations qui méritent d'être signalées.

Des baies d'aération et d'éclairage ont été ouvertes aux deux extrémités des longs corridors sur lesquels s'ouvrent les logements. Des bornes-fontaines établies au seuil des bâtiments ont mis l'eau de source à la disposition des locataires. On ne pouvait songer à la servir dans chaque logement, car, étant connues la mentalité et les habitudes des occupants, c'eût été favoriser un gaspillage onéreux.

Le sol fangeux des passages et impasses, qui rendait impossible la propreté des escaliers, a été remplacé par un pavage en grès soigneusement jointoyé au ciment qui l'a rendu imperméable et d'un lavage efficace.

Enfin, par l'établissement du tout-à-l'égout, le revêtement en ciment des cabinets d'aisance, leur lavage quotidien, on a réalisé une amélioration notable, sinon parfaite. Elle le serait si on remplaçait le plancher en bois des corridors et des chambres par du carreau en grès cérame. Mais la charpente en bois pourrait-elle supporter cette substitution ?

En l'admettant possible, il y aurait encore à faire disparaître une des principales causes d'insalubrité provenant du surpeuplement, qu'il serait facile de supprimer en fixant strictement le nombre des occupants des chambres non d'après le nombre de pièces, mais d'après leur capacité cubique. Une chambre de 25 m2 ne pourrait abriter que deux personnes avec, à la rigueur, un enfant en bas âge. Or il y a 540 de ces logements à une pièce qui cubent exactement 23,4 m2.
Dans ces deux cas il y a 5 à 7 habitants soit un cube de 4,6 m2 pour les premiers et de 3,6 m2 pour les seconds. Les plus grands logements ont trois pièces avec un cube de 58 à 25 m3. Dans ces deux cas les occupants, au nombre de 8 à 10, n'ont respectivement que 6 et 5 m3. Ces chiffres se passent de commentaires.

Je ne vois qu'un remède à cet état de choses, c'est l'achat par la ville de cet immeuble, dont les murs seuls seraient conservés. Elle distribuerait l'intérieur en logements de 1, 2, 3, 4 pièces, et fixerait le nombre des locataires d'après le cube de ces pièces qui ne pourrait être inférieur à 30 m3. Elle attribuerait : aux premiers l'impasse formée par les nos 71 et 73 de la rue Jeanne-d'Arc ; aux seconds, l'impasse formée par les  nos 75 et 77, et aux troisièmes et quatrièmes les nos 79 et 81 ainsi que les
maisons nos 164, 166 et 166 bis de la rue Nationale, qui sont reliées entre elles par un passage actuellement en bon état. Il ne faudrait pas que cet immeuble disparaisse ou passe à des spéculateurs, car, que deviendrait la population malheureuse qui l'habite ?

On devrait dans tous les cas suivre les errements actuels en ce qui concerne le loyer, c'est-à-dire le payement à la semaine ; réduire la période d'avertissement à quinze jours au lieu de six semaines ; enfin n'exiger en entrant que le loyer de deux semaines et non d'un trimestre. Ce serait rendre un immense service à ces malheureux qui vivent au jour le jour et qui ne frappent à la porte de la Cité que parce que c'est le seul refuge qui leur offre ces avantages. »